# دیادی دیارا
دیادی دیارا (انگلیسی: Diadié Diarra؛ زادهٔ ۲۳ ژانویهٔ ۱۹۹۳) بازیکن فوتبال اهل فرانسه است.
از باشگاه‌هایی که در آن بازی کرده‌است می‌توان به باشگاه فوتبال اوسر اشاره کرد.
وی همچنین در تیم ملی فوتبال موریتانی بازی کرده‌است.